# Leptailurus serval pococki
Leptailurus serval pococki es una subespecie de  mamíferos carnívoros  de la familia Felidae.

## Distribución geográfica
Se encuentran en África.